# Anlehnung (Pferdesport)
| Ausbildungsskala der FN                                                      |
| ---------------------------------------------------------------------------- |
| - Takt - Losgelassenheit - Anlehnung - Schwung - Geraderichten - Versammlung |
| Gleichgewicht Durchlässigkeit                                                |

Anlehnung ist ein Begriff aus dem Pferdesport. Man versteht darunter die Verbindung zwischen Reiter-/Fahrerhand und Pferdemaul (Gebiss) mit dem Zügel, korrekterweise resultierend aus der Durchlässigkeit des Pferderückens und dem Untersetzen der Hinterhand.
Der Ausdruck ist insofern irreführend, als sich das Pferd nicht auf die Hand lehnen bzw. stützen soll. Vielmehr soll eine federnde, weiche, gleichmäßige Verbindung zustande kommen, und das Pferd soll zufrieden auf dem Gebiss kauen. Die Anlehnung ist die Grundlage, um weitere Lektionen korrekt reiten zu können. Die Anlehnung steht als dritter Punkt in der FN-Ausbildungsskala.

## Merkmale der korrekten Anlehnung
Anlehnung als Folge der Losgelassenheit ist die weiche Verbindung zwischen Reiterhand und Pferdemaul. Sie besteht, wenn das losgelassene Pferd die Anlehnung an das Gebiss sucht und somit an die Hand des Reiters herantritt: „Das Pferd sucht die Anlehnung, der Reiter gestattet sie.“ Das gibt dem Reiter die Möglichkeit, Gangart, Tempo, Haltung, Bewegungsrichtung usw. zu bestimmen und zu regulieren. Bis zumindest 1976 hieß es in den Richtlinien für Reiten und Fahren der FN für das Reiten in Dressurprüfungen: Es muß stets vertrauensvoll eine leichte Anlehnung nach vorn suchen.
Beizäumung (das Pferd „steht am Zügel“ → vermehrte Halswölbung und Biegung im Genick) ist die weiterentwickelte Stufe der Anlehnung als Folge- und Begleiterscheinung sachgemäßer Dressurarbeit. Dabei ist die Anlehnung abhängig vom Alter, Ausbildungsstand und Gebäude des Pferdes, sowie der Gangart, des Tempos (Rahmenerweiterung) und des Grads der Versammlung. In der klassischen Reitlehre wird verlangt, dass sich dabei die Stirnlinie des Pferdes kurz vor der Senkrechten befindet und das Genick der höchste Punkt ist.
Die richtige Anlehnung gibt dem Pferd die nötige Sicherheit, sein natürliches Gleichgewicht unter dem Reiter wiederzufinden und sich im Takt der verschiedenen Gangarten auszubalancieren.

## Überstreichen
Überstreichen bedeutet, dass „während zwei bis drei Pferdelängen beide Zügelfäuste entlang des Mähnenkamms 1–2 Handbreit vorschoben und anschließend wieder in die Ausgangshaltung zurückgenommen werden, um die Selbsthaltung des Pferdes zu überprüfen“, also „ob das Pferd sicher an den Gewichts- und Schenkelhilfen des Reiters steht“. Nach Seunig darf das Zügelmaß noch großzügiger verlängert werden, nämlich „soweit es die gestreckten Arme erlauben“. Takt und  Tempo sollen dabei erhalten bleiben, das Pferd darf aber „mit der Nase etwas vorkommen“.
Beim Überstreichen wird also die Anlehnung zeitweise aufgegeben, um anschließend wieder vorsichtig Fühlung mit dem Pferdemaul aufzunehmen und es erneut an den Zügel zu stellen. Dies hat auch eine beruhigende Wirkung und lässt sich effizient einsetzen, wenn ein Pferd sich aufregt und durchgehen will.
Das Überstreichen findet sowohl beim Abreiten als auch in der Arbeitsphase der Trainingsstunde und teilweise als Aufgabe in Dressurprüfungen seine Anwendung. Im Reiten von Islandpferden ist das Reiten in der Gangart Tölt mit übergestrichenem Zügel eine Aufgabe in der Töltprüfung T2; dabei wird mit übergestrichenem Zügel jedoch tatsächlich ein hingegebener Zügel gemeint.

## Fehler in der Anlehnung
Ursachen für eine fehlerhafte Anlehnung können gesundheitliche Probleme des Pferdes oder ein unzureichender Ausbildungsstand von Reiter/Fahrer oder Pferd sein.

### Hinter der Senkrechten
- Höchster Punkt liegt im ersten Drittel des Halses, die Stirn-Nasenlinie befindet sich hinter der Senkrechten. Entsteht durch zu starke Handeinwirkung.
- Korrekturansatz: Vorgehen der Hand in Verbindung mit treibenden Hilfen

### Hinter dem Zügel
- Stirn-Nasenlinie befindet sich hinter der Senkrechten, Pferd weicht den Zügelhilfen nach hinten aus und nimmt diese nicht an. Entsteht durch eine harte, unruhige oder ständig zu hohe Hand oder durch eine mangelnde stete Verbindung.
- Korrekturansatz: Wiederherstellen der Verbindung zwischen Reiterhand und Pferdemaul (weiche, elastische und tief führende Hand), Longieren, vermehrtes Heranreiten an die Reiterhand

### Falscher Knick
- Höchster Punkt des Pferdehalses liegt zwischen dem dritten und dem vierten Halswirbel. Entsteht durch Erzwingen der Anlehnung mit rückwärts wirkenden Händen; tritt vor allem bei Pferden mit tief angesetztem Hals auf (Disposition).
- Korrekturansatz: elastische Verbindung zum Pferdemaul (Vertrauen des Pferdes zur Reiterhand gewinnen), energisches Treiben, häufiges „Zügel-aus-der-Hand-kauen-lassen“.

### Auf dem Zügel
- Pferd stützt sich auf dem Gebiss ab und tritt nicht genügend von der Hinterhand an das Gebiss heran.
- Korrekturansatz: Angemessenes Annehmen und Nachgeben, Reiten von Übergängen, Aktivierung der Hinterhand durch vermehrtes Treiben (→ treibende Hilfen müssen vorherrschen).

### Gegen / über den Zügel
- Stirn-Nasenlinie ist deutlich vor der Senkrechten, Pferd drückt mit der Unterhalsmuskulatur bei weggedrücktem, festgehaltenem Rücken gegen die Hand.
- Korrekturansatz: Longieren vom kürzeren zum längeren Zügel, häufiges Zügel-aus-der-Hand-kauen-lassen, seitwärts weisende Zügelhilfe, um dem Pferd den „Weg in die Tiefe“ zu zeigen.